# Ćovdin
Ćovdin (em cirílico:Ћовдин) é uma vila da Sérvia localizada no município de Petrovac na Mlavi, pertencente ao distrito de Braničevo, na região de Mlava. A sua população era de 1066 habitantes segundo o censo de 2002.

## Demografia
| 1948  | 1953  | 1961  | 1971  | 1981  | 1991  | 2002  |
| ----- | ----- | ----- | ----- | ----- | ----- | ----- |
| 1 867 | 1 948 | 1 977 | 1 893 | 1 789 | 1 688 | 1 066 |